# 朱国禎
朱 国禎（しゅ こくてい、1557年 - 1632年）は、明代の官僚。字は文寧、号は平涵。本貫は湖州府烏程県。

## 生涯
1589年（万暦17年）、進士に及第した。翰林院編修・翰林院侍読・右諭徳を歴任して、国子監祭酒となったが、病を理由に官を辞し、郷里に帰って引きこもった。1621年（天啓元年）、礼部右侍郎に抜擢されたが、上京しなかった。1623年（天啓3年）1月、礼部尚書・兼東閣大学士に任じられ、顧秉謙・朱延禧・魏広微とともに新たに入閣するよう命じられた。内閣にはすでに葉向高・韓爌・何宗彦・朱国祚・史継偕がおり、新たに4人が増員されたことで、直房には座る場所もない状態であった。6月、国禎は北京に到着して入朝した。序列は顧秉謙・朱延禧の後に位置付けられた。7月、文淵閣大学士に転じた。10月、少保・兼太子太保の位を加えられた。魏忠賢が政権を狙う中、国禎は首輔の葉向高を補佐し擁護した。1624年（天啓4年）夏、楊漣が魏忠賢の二十四大罪を弾劾する上疏をおこなうと、廷臣の多くは弾劾に同調して上疏するよう葉向高に勧めた。その中には葉向高をそしる者もおり、葉向高は激怒したが、国禎はこれを容れるよう求めた。そこで葉向高はひそかに魏忠賢を非難する上奏をおこなったが、宦官たちが葉向高の邸を包囲するにいたって退任を決意した。葉向高は国禎に「わたしが去った後、蒲州（韓爌）では魏忠賢らの敵にならないだろう。公も早く退任して帰ったほうがいい」と言い残した。7月に葉向高が致仕すると、韓爌が首輔となり、11月に韓爌が致仕すると、国禎が首輔となった。魏広微は魏忠賢と結び、国禎を蔑んでいた。12月、国禎は魏忠賢の仲間の李蕃に弾劾された。そこで国禎は三度上疏して病を理由に引退を請願した。少傅の位を加えられて致仕し、銀幣を賜り、行人に送られて帰郷した。1632年（崇禎5年）、死去した。享年は76。太傅の位を追贈された。諡は文粛といった。著書に『史概』120巻・『輯皇明紀伝』30巻・『湧幢小品』24巻があった。